# Планківська епоха
Планківська епоха — початковий період еволюції Всесвіту за теорією Великого вибуху, який тривав приблизно до 10−44 с (порядку часу Планка). Вважається, що в цей період сили гравітації у Всесвіті з надзвичайно високою густиною і температурою не поступалися за величиною іншим типам фундаментальних взаємодій. Наступний після планківської епохи відтинок часу отримав назву епохи великого об'єднання.
Фізики мало що можуть сказати про стан матерії в планківську епоху, оскільки теорії, яка об'єднувала б квантову теорію поля та теорію гравітації, досі не побудовано. Без урахування квантових ефектів Всесвіт повинен би був розвиватися із сингулярності — стану з нескінченно великою густиною матерії.